# Čtyři nebeští králové
Čtyři nebeští králové (čínsky 四大天王) jsou v sanskrtu nazýváni „čáturmaharádžika“. Bývají nazýváni též diamantoví králové. Jsou to strážci světa (lókapálové), kteří chrání čtyři světové strany a buddhistické učení. Sídlí na úpatí hory Méru. Bojují proti zlu a střeží každé místo, kde se hlásá dobro.
V dnešní podobě jsou uctíváni teprve až od dynastie Tchang, i když byli v Číně známí od 4. století. Bývají vystavováni ve vstupní části buddhistických chrámů, většinou ze dřeva, pestře pomalovaní, s několika vrstvami laku a sahají často až ke stropu. Chrání buddhistické chrámy před démony, zlými duchy a zloději.
Mají indický původ a převzal je jak buddhismus, tak i taoismus. Jména, ztvárnění i atributy se však v různých zemích i provinciích s buddhistickou tradicí mohou lišit. Atributy si mohou mezi sebou i měnit. Podle čínské legendy se jedná o čtyři bratry, ochránce kontinentů. Sídlí na úpatích hory Méru, kde každý stráží jednu ze čtyř světových stran a vládne jinému druhu démonů.
Nejstarší z bratrů Mo-li Čching nebo též Kuang Mu (v sanskrtu Dhrtaráštra), „Ten, který udržuje království zákona“, je ochránce východu a jara. Bývá zobrazován se čtyř-strunnou loutnou pchi-pcha, jejíž tóny jsou slyšet po celém světě a spalují tábory nepřátel. Je pánem gandharvů, polobožských hudebníků.
Mo-li Chung, též Ceng Čchang (v sanskrtu Virúdhaka), „Ten, který rozšiřuje království“, strážce jihu a léta. V ruce třímá kouzelný meč „Modrý oblak“, který dokáže mávnutím přivolat ničivý černý vítr následovaný ohněm a dýmem. Vládne nad démonickým rodem rarachů nazývaných kumbhándové.  
Mo-li Chaj nebo Čch' Kuo (v sanskrtu Virúpákša), „Ten, který v království vidí vše“, ochránce západu a podzimu. Často ho doprovází krysa nebo plaz s magickými schopnostmi. Král hadích nágů a strážce buddhistické stúpy.
Mo-li Šou, nebo též Tuo Wen (v sanskrtu Vaišravana), „Ten, který vše slyší“, strážce severu a zimy. Nosí „Deštník chaosu“, který když roztáhne, tak zahalí celý svět tmou. Když ho však obrátí vzhůru nohama, tak přivolá bouře a zemětřesení.  Jako jediný je uctíván i samostatně. Vládne lesním mužům, jakšům.